# Ducado de Benavente
El ducado de Benavente es un título nobiliario español de carácter hereditario que fue concedido por el rey Enrique IV de Castilla el 28 de enero de 1473 en favor de Rodrigo Alonso Pimentel, iv conde de Benavente, y señor de Villalón, Mayorga, Betanzos, Allariz, Aguiar, Sandiáñez, Milmanda y Sande, y bisnieto de Juan Alfonso Pimentel, caballero de origen portugués al servicio de la Corona de Castilla, a quien el rey Fernando III de Castilla concedió el condado de Benavente.

## Denominación
El título fue concedido sin cancelar el condado, por lo que los duques de Benavente se titulan conde-duque de dicha denominación. 
Su nombre hace referencia al municipio español de Benavente, en la provincia de Zamora (comunidad autónoma de Castilla y León), y su actual poseedora es Ángela María Téllez-Girón y Duque de Estrada, duquesa de Osuna.

## Historia del ducado de Benavente
El Ducado de Benavente es uno de los primeros títulos nobiliarios que se otorgaron en la Corona de Castilla y León como hereditarios, creado por el rey Enrique II de Castilla para su hijo natural, Fadrique de Castilla y Ponce de León.  Dicho ducado se canceló, y revirtió a la Corona en 1394, cuando el infante Fadrique murió en prisión, por haberse alzado contra su hermano, el rey Juan I de Castilla.
En 1473, cien años después de haberse extinguido la primera concesión con esta denominación, se otorgó nuevamente, siendo este nuevo Ducado de Benavente el que está en vigor.
Anteriormente se había creado, por Enrique II de Castilla el primer y más antiguo título hereditario de duque, concretamente el Ducado de Soria y Molina para Beltrán Duguesclín, en 1370. Este ducado de Soria y Molina revirtió a la Corona a cambio de 240 000 doblas que le fueron pagadas por parte de Enrique II a Beltrán Dugesclín.

## Duques de Benavente

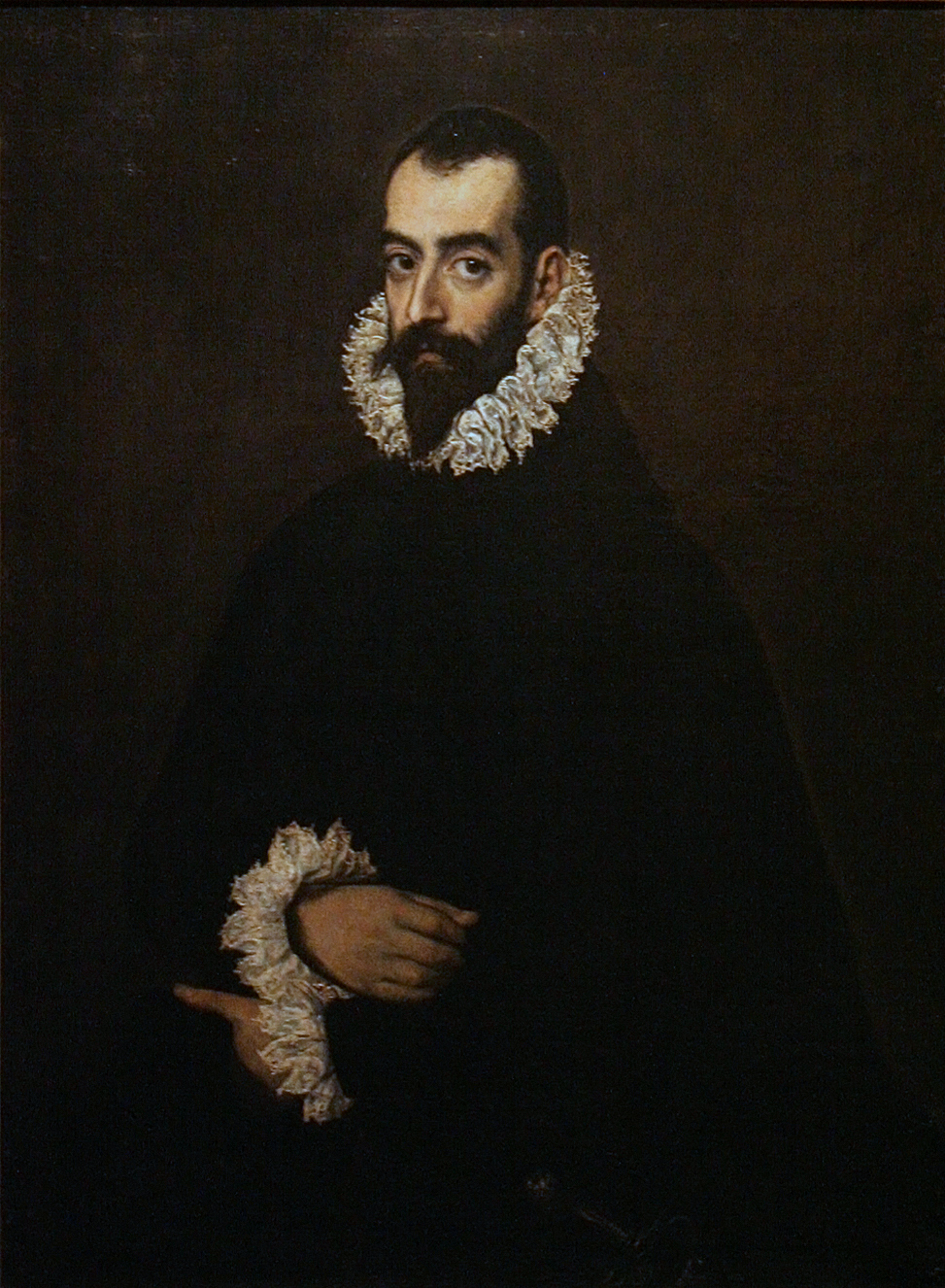
Retrato de Juan Alonso Pimentel de Herrera, v duque de Benavente, realizado por El Greco.

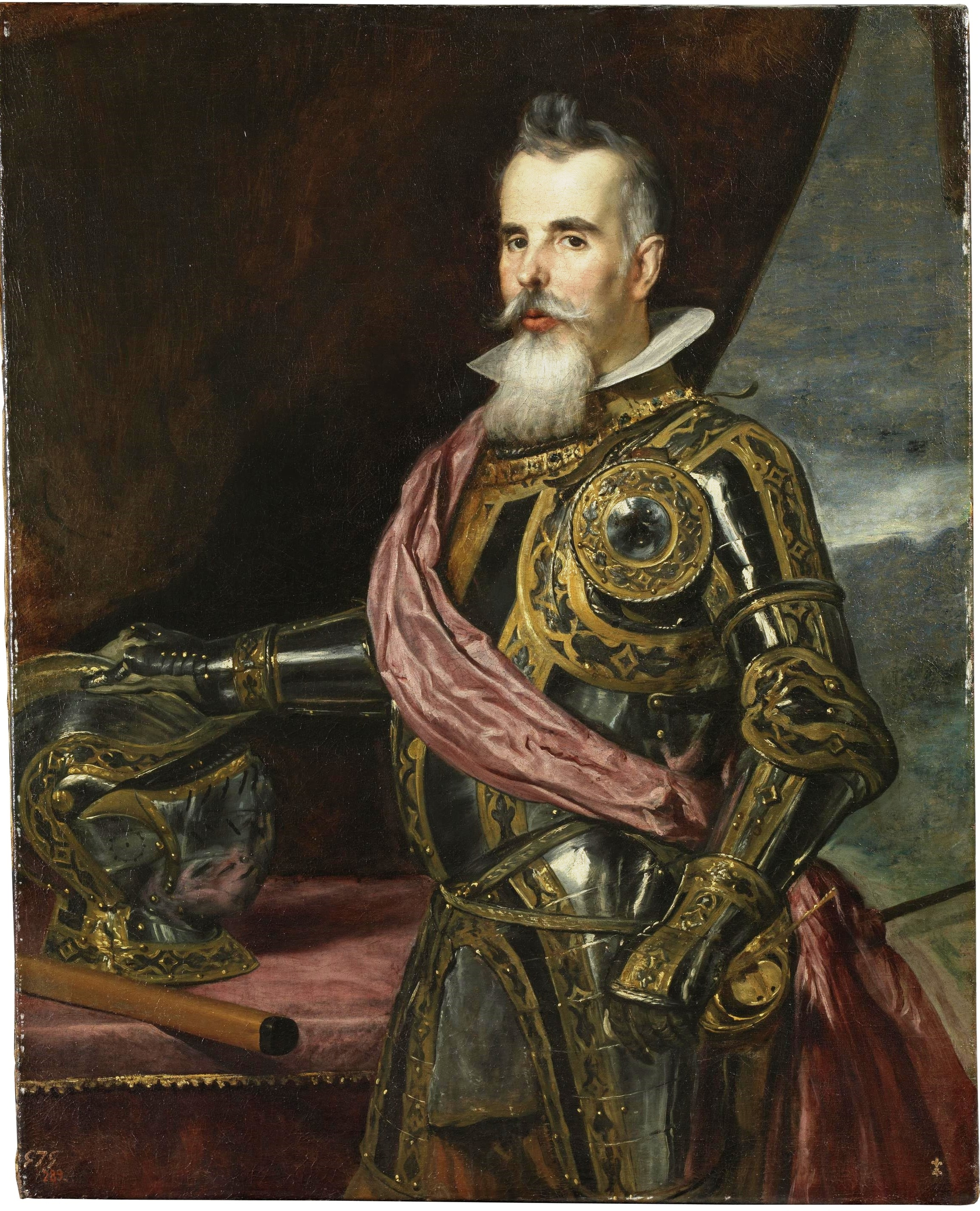
Retrato de Juan Francisco Pimentel y Ponce de León, vii duque de Benavente, realizado en 1648 por Velázquez.

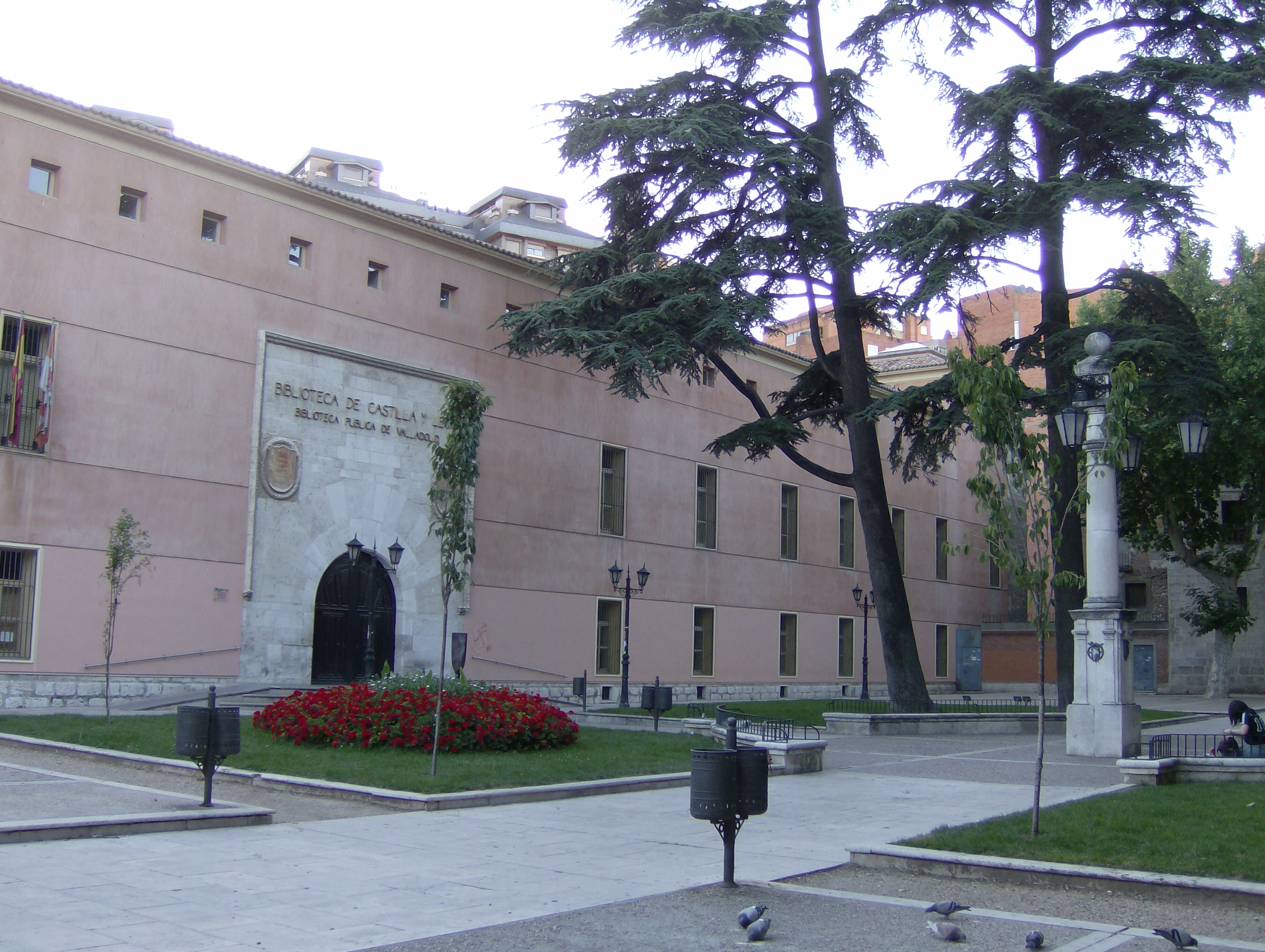
Fachada del Palacio de los Condes de Benavente, en la ciudad de Valladolid.

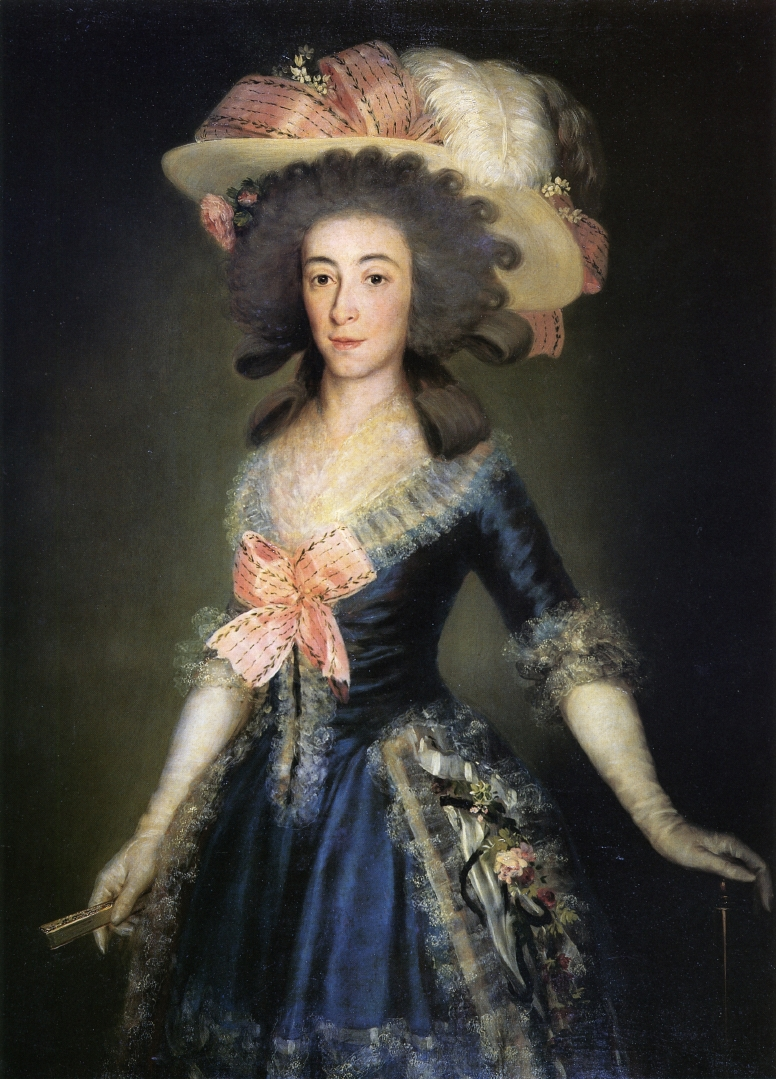
María Josefa Pimentel y Téllez-Girón, en el cuadro María Josefa de la Soledad, condesa-duquesa de Benavente, duquesa consorte de Osuna. Por Goya.

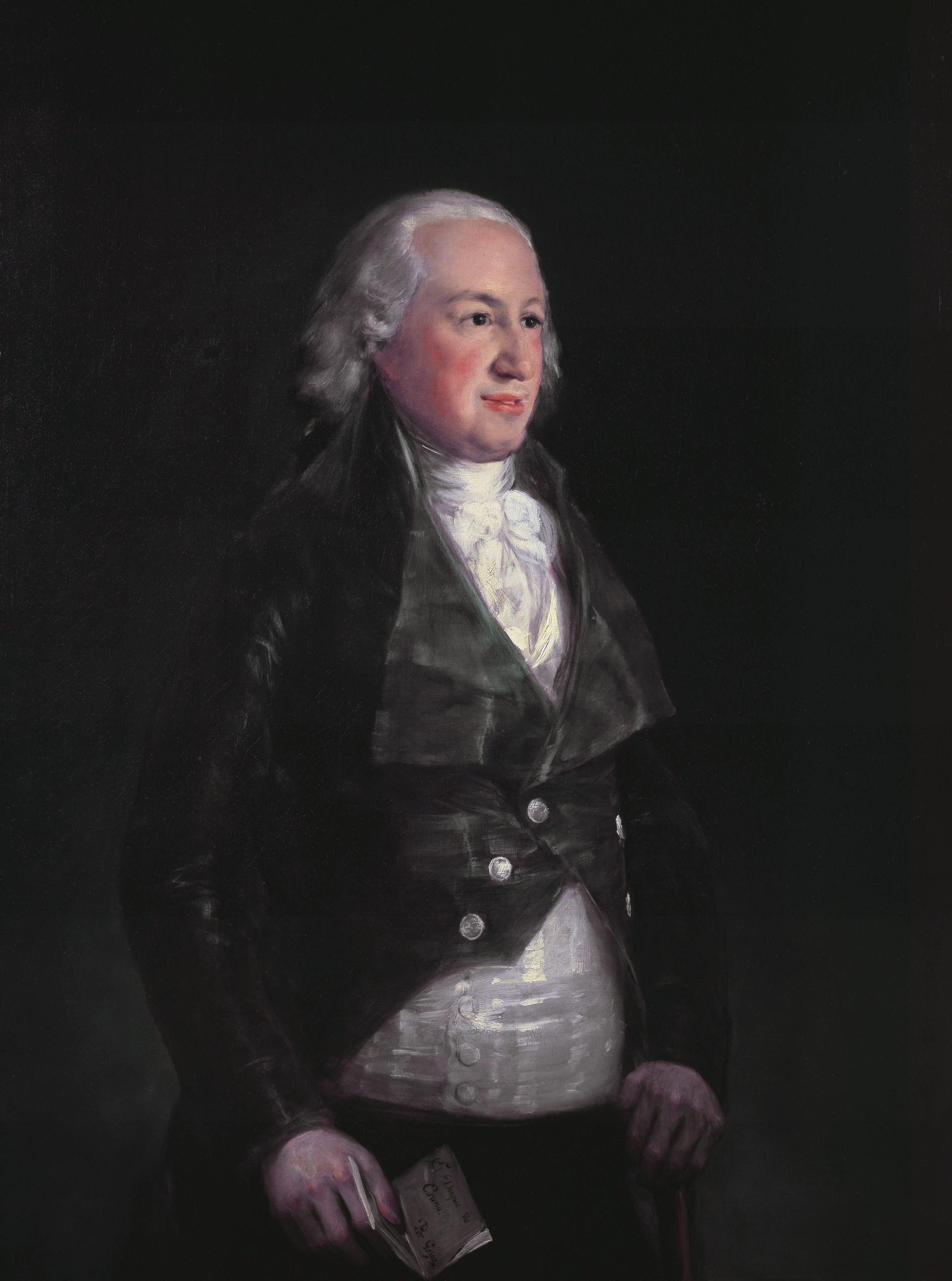
Pedro de Alcántara Tellez Girón, xi duque de Osuna y esposo de María Josefa Pimentel y Téllez-Girón, retratado también por Goya.

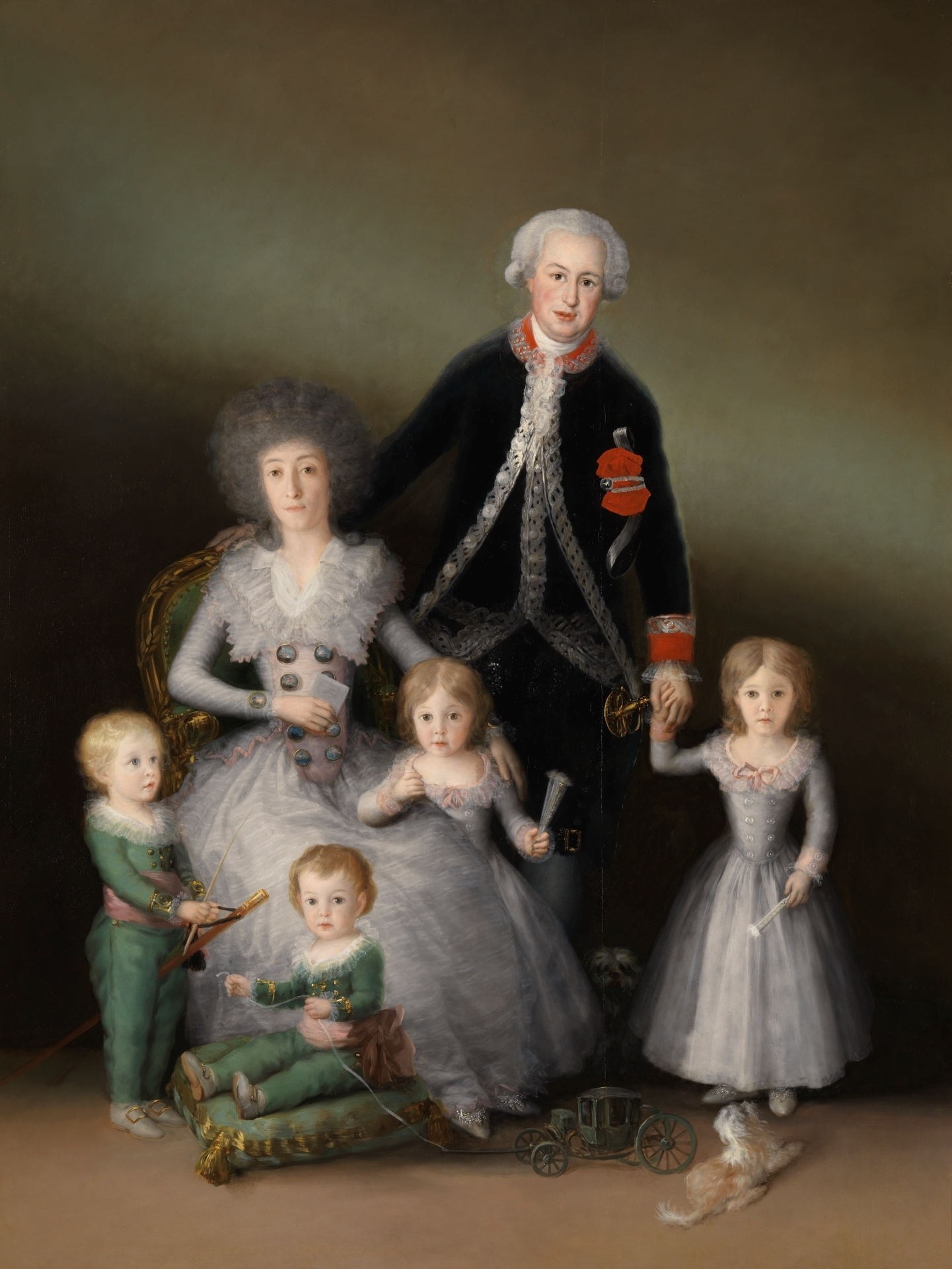
Los duques de Osuna y sus hijos. Por Goya.

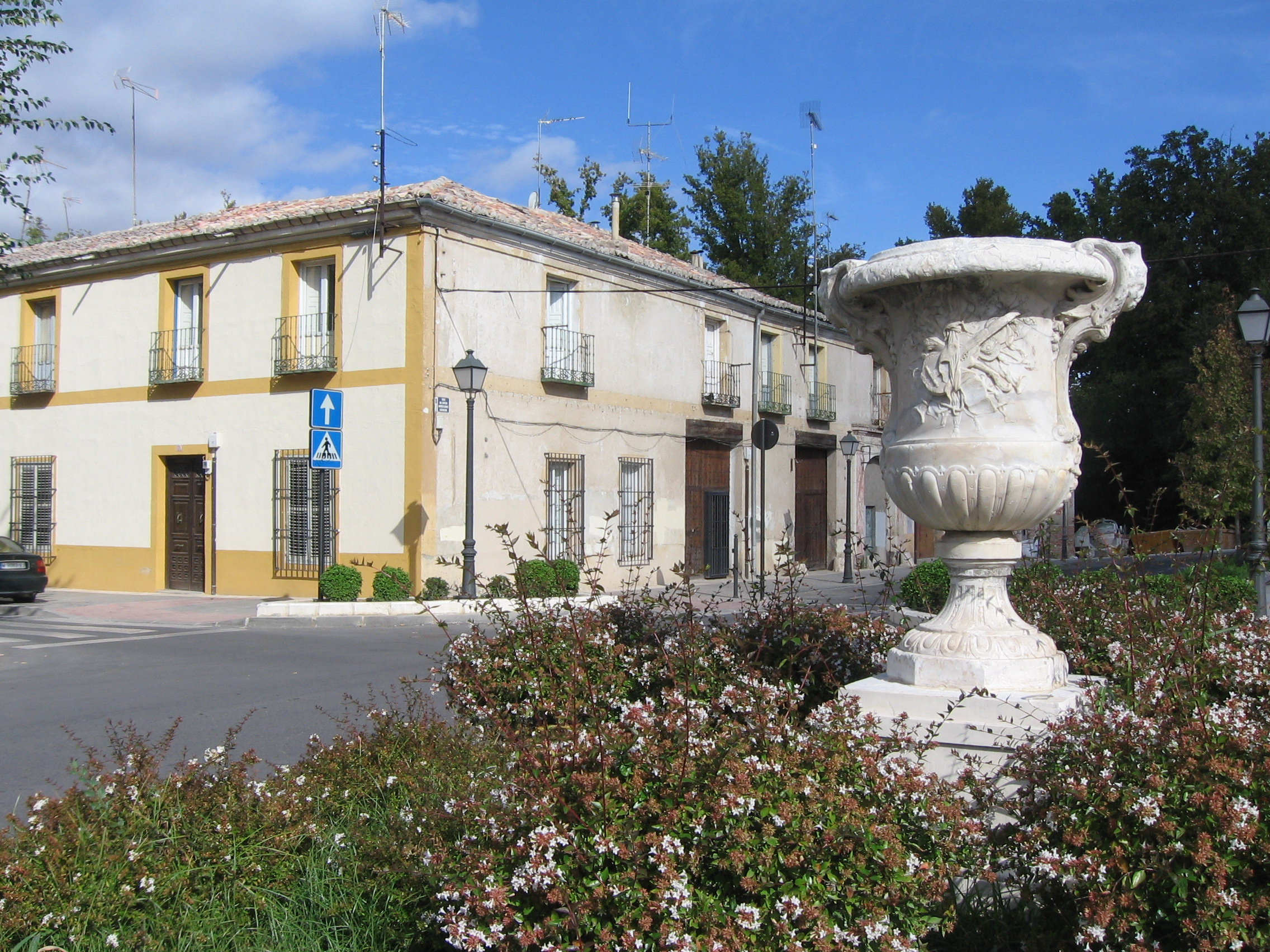
Palacio de los duques de Osuna, en Aranjuez, Madrid.

|                                 | Titular                                                  | Periodo                         |
| Primera creación por Enrique II | Primera creación por Enrique II                          | Primera creación por Enrique II |
| ------------------------------- | -------------------------------------------------------- | ------------------------------- |
| i                               | Fadrique de Castilla y Ponce de León                     | 1370-1394                       |
| Segunda creación por Enrique IV |                                                          |                                 |
| i                               | Rodrigo Alonso Pimentel                                  | 1473-1499                       |
| ii                              | Alonso Pimentel y Pacheco                                | 1499-1530                       |
| iii                             | Antonio Alonso Pimentel y Herrera de Velasco             | 1530-1575                       |
| iv                              | Luis Alonso Pimentel Herrera y Enríquez de Velasco       | 1575-1576                       |
| v                               | Juan Alonso Pimentel Herrera y Enríquez de Velasco       | 1576-1621                       |
| vi                              | Antonio Alonso Pimentel y Quiñones                       | 1621-1633                       |
| vii                             | Juan Francisco Alfonso Pimentel y Ponce de León          | 1633-1652                       |
| viii                            | Antonio Alonso Pimentel y Herrera Zúñiga                 | 1652-1677                       |
| ix                              | Francisco Casimiro Pimentel de Quiñones y Benavides      | 1677-1709                       |
| x                               | Antonio Francisco Pimentel de Zúñiga y Vigil de Quiñones | 1709-1743                       |
| xi                              | Francisco Alfonso Pimentel Vigil de Quiñones             | 1743-1763                       |
| xii                             | María Josefa Pimentel y Téllez-Girón                     | 1763-1834                       |
| xiii                            | Pedro de Alcántara Téllez-Girón y Beaufort Spontin       | 1834-1844                       |
| xiv                             | Mariano Téllez-Girón y Beaufort Spontin                  | 1845-1882                       |
| xv                              | Pedro de Alcántara Téllez-Girón y Fernández de Santillán | 1882-1898                       |
| xvi                             | María de los Dolores Téllez-Girón y Dominé               | 1901-1939                       |
| xvii                            | Ángela María Téllez-Girón y Duque de Estrada             | 1952-2015                       |
| xviii                           | Ángela María de Solís-Beaumont y Téllez-Girón            | 2016-hoy                        |

## Historia de los duques de Benavente
- Rodrigo Alonso Pimentel (m. 4 de septiembre de 1499), IV conde-I duque de Benavente, III conde de Mayorga, ricohombre de Castilla, señor de Villalón, Betanzos, Allariz, Aguiar, Sandiañez, Milmanda y Sande en Galicia, comendador vitalicio de la ciudad y obispado de Orense.[1]

Casó en 1466 con María Pacheco y Portocarrero. Le sucedió su hijo:
- Alonso Pimentel y Pacheco (m. Benavente, 3 de junio de 1530), V conde-II duque de Benavente, IV conde de Mayorga, adelantado mayor de León, comendador de Castrotorafe en la Orden de Santiago, grande de España por merced del rey Carlos I en 1520.[3]

Casó en primeras nupcias el 31 de diciembre de 1501 con Ana de Velasco y Herrera, señora de Cigales y Pedraza, y en segundas nupcias con Inés de Mendoza, hija de Pedro González de Mendoza y Luna, I conde de Monteagudo de Mendoza. Le sucedió su hijo:
- Antonio Alonso Pimentel y Herrera de Velasco (Benavente, 1514-Valladolid, 20 de febrero de 1575), VI conde-III duque de Benavente, VI conde de Mayorga, IX virrey de Valencia (1566-1572), padrino de pila del futuro Felipe II, mayordomo mayor de las infantas.[3]

Casó con María Luisa Enríquez y Téllez-Girón, hija del I duque de Medina del Rioseco. Le sucedió su hijo:
- Luis Alonso Pimentel Herrera y Enríquez de Velasco (m. 8 de abril de 1576), VII conde-IV duque de Benavente, VII conde de Mayorga.[4]

Sin descendencia. Le sucedó su hermano:
- Juan Alonso Pimentel Herrera y Enríquez de Velasco	(m. 7 de noviembre de 1621), VIII conde-V duque de Benavente, VIII conde de Mayorga, XV virrey de Valencia (1598-1602), XXIII virrey de Nápoles (1603-1610), mayordomo mayor de la reina Isabel, del Consejo de Estado y de Guerra, presidente del Consejo de Italia (1621).[4]

Casó en primeras nupcias el 17 de octubre de 1569 con Catalina Vigil de Quiñones (m. 1574), VI condesa de Luna, merina mayor de León y Asturias, y en segundas nupcias con Mencía de Zúñiga Mendoza Requesens, viuda del III marqués de los Vélez. Le sucedió un hijo del tercer matrimonio:
- Antonio Alonso Pimentel y Vigil de Quiñones (m. 4 de septiembre de 1633), IX conde-VI duque de Benavente, IX conde de Mayorga, VII conde de Luna, merino mayor de León y Asturias, mayordomo mayor de la reina Isabel de Borbón.[6]

Casó en primeras nupcias, el 25 de junio de 1595, con María Ponce de León (1572-1618), hija de Rodrigo Ponce de León, III duque de Arcos, y su esposa Teresa de Zúñiga y Sotomayor.
Casó en segundas nupcias el 20 de octubre de 1622 con Leonor Pimentel, dama de la reina Isabel de Francia e hija de Enrique Pimentel, I conde de Villada, III marqués de Távara, y su esposa Juana de Toledo Colonna. Sin sucesión de este matrimonio. Le sucedió, de su primer matrimonio, su hijo:
- Juan Francisco Alonso Pimentel y Ponce de León (m. 24 de diciembre de 1652), X conde-VII duque de Benavente, X conde de Mayorga, VIII conde de Luna, caballero de la Orden del Toisón de Oro, presidente del Consejo de Italia, miembro del Consejo de Estado, mayordomo mayor de la reina.[7]

Casó en primeras nupcias el 4 de enero de 1614 con Mencía de Zúñiga y Fajardo, hija de Luis Fajardo y Zúñiga, IV marqués de los Vélez y III conde de Molina, y de María Pimentel y Quiñones.
Casó en segundas nupcias el 17 de mayo de 1648 con Antonia de Mendoza y Orense, dama de la reina Mariana de Austria e hija de Antonio Gómez Manrique de Mendoza, V conde de Castrojeriz. Le sucedió su hijo:
- Antonio Alonso Pimentel de Quiñones y Herrera-Zúñiga (m. 22 de enero de 1677), XI conde-VIII duque de Benavente, XI conde de Mayorga, IX conde de Luna, trece de Santiago, alcaide de los alcázares de Soria, gentilhombre con ejercicio de la cámara del rey Felipe IV.[11][12]

Casó en primeras nupcias en 1637 con Isabel Francisca de Benavides y de la Cueva (m. 1653), IV marquesa de Villarreal de Purullena, III marquesa de Jabalquinto, dama de la reina Isabel de Borbón.
Casó en segundas nupcias en 1658 con Sancha Centurión de Mendoza y Córdoba, hija de Adán Centurión, III marqués de Estepa, II marqués de Armunia, IV marqués de Laula, IV marqués de Monte Vay y IV marqués de Vivola, y de Leonor María Centurión y Mendoza. Le sucedió, de su primer matrimonio, su hijo:
- Francisco Alonso Pimentel de Quiñones y Benavides (Madrid, 4 de marzo de 1655-15 de enero de 1709), XII conde-IX duque de Benavente, V marqués de Jabalquinto, VI marqués de Villarreal de Purullena, XIII conde de Mayorga, XI conde de Luna, gentilhombre de cámara y luego sumiller de corps del rey, alcaide perpetuo de Soria, caballero de la Orden de Santiago desde 1693 y comendador de Corral de Almaguer en dicha orden.[11][13]

Casó en primeras nupcias el 6 de julio de 1671 con María Antonia Ladrón de Guevara y Tassis (m. 1677), hija de Beltrán Vélez Ladrón de Guevara, I conde de Campo Real, y su esposa Catalina Vélez Ladrón de Guevara, IX condesa de Oñate, IV condesa de Villamediana.
Casó en segundas nupcias con Manuela de Zúñiga y Sarmiento, hija de Juan de Zúñiga, IX duque de Béjar etc., y de Teresa Sarmiento de la Cerda, de la casa ducal de Híjar. Le sucedió, de su primer matrimonio, su hijo:
- Antonio Francisco Casimiro Alonso-Pimentel Vigil de Quiñones y Zúñiga (m. 1743), XIII conde-X duque de Benavente, VI marqués de Jabalquinto, VII marqués de Villarreal de Purullena, XV conde de Mayorga, XIII conde de Luna, XIII conde de Alba de Liste, VI conde de Villaflor, merino mayor de León y Asturias, alcaide mayor de Soria, gentilhombre de cámara del rey Carlos II.[17][16]

Casó en primeras nupcias el 10 de julio de 1695, en Gandía, con María Ignacia de Borja y Aragón, hija de Pascual de Borja y Centellas, X duque de Gandía, VII marqués de Lombay, XI conde de Oliva.
Casó en segundas nupcias, en 1715, con Marie Philippe de Hornes (m. 1725), hija del vizconde de Furnes. Sin descendientes. Le sucedió por cesión, de su primer matrimonio, su hijo:
- Francisco Alonso Pimentel Vigil de Quiñones Borja y Aragón (1707-9 de febrero de 1763), XIV conde-XI duque de Benavente, X duque de Medina de Rioseco, XIII duque de Gandía, VII marqués de Jabalquinto, VIII marqués de Villarreal de Purullena, XVII conde de Mayorga, VII conde de Villaflor, XI marqués de Lombay, XIV conde de Alba de Liste, XV conde de Luna, XII conde de Melgar, XIII conde de Oliva, II duque de Arión, merino mayor de León y de Asturias, comendador de Corral de Almaguer por la Orden de Santiago, capitán principal de una de las compañías de las guardias de Castilla, alcaide perpetuo de los alcázares de Soria y Zamora, alférez mayor, alguacil mayor, alcalde y escribano mayor de sacas de Zamora, caballero de la Orden de San Jenaro y gentilhombre de cámara del rey con ejercicio.[17][19]

Casó en primeras nupcias el 6 de mayo de 1731 con Francisca de Benavides y de la Cueva, hija de Manuel de Benavides y Aragón, V marqués de Solera, X conde y I duque de Santisteban del Puerto, X marqués de las Navas, X conde del Risco, XIII conde de Concentaina, y de Catalina de la Cueva, condesa de Castellar.
Casó en segundas nupcias el 20 de julio de 1738 con María Faustina Téllez-Girón y Pérez de Guzmán, hija de José María Téllez-Girón y Benavides, VII duque de Osuna, conde de Pinto etc., y de Francisca Pérez de Guzmán, hija del XII duque de Medina Sidonia. Le sucedió, de su segundo matrimonio, su hija:
- María Josefa Alonso Pimentel Téllez-Girón de Borja y Centelles (26 de noviembre de 1752-Madrid, 5 de octubre de 1834), XV condesa-XII duquesa de Benavente, XIII duquesa de Béjar, III duquesa de Plasencia, XII duquesa de Arcos, XIV duquesa de Gandía, IX duquesa de Mandas y Villanueva, VIII marquesa de Jabalquinto, XIV marquesa de Gibraleón, IX marquesa de Terranova, XII marquesa de Lombay, XV marquesa de Zahara, XVI condesa de Luna, XIX condesa de Mayorga, XIV condesa de Bañares, XVI condesa de Belalcázar, XIV condesa de Oliva, XI condesa de Mayalde, XIII condesa de Bailén, XII condesa de Casares, XVI vizcondesa de la Puebla de Alcocer, VI condesa de Villaflor, I duquesa de Monteagudo, I marquesa de Marchini, I condesa de Osilo, I condesa de Coguinas.[17]

Casó el 29 de diciembre de 1771 con su primo Pedro Alcántara Téllez-Girón y Pacheco, IX duque de Osuna etc. Le sucedió su nieto y ahijado:
- Pedro de Alcántara Téllez-Girón y Beaufort Spontin (Cádiz, 10 de septiembre de 1810-Madrid, 25 de agosto de 1844), XVI conde-XIII duque de Benavente, XIV duque del Infantado, XI duque de Osuna, XII duque de Lerma, XV duque de Gandía, XIV duque de Béjar, XIII duque de Arcos, XIV duque de Medina de Rioseco, IV duque de Plasencia, X duque de Mandas y Villanueva, X duque de Pastrana, X duque de Estremera, XI duque de Francavilla, XVIII marqués del Zahara, XII marqués del Cenete, XII marqués de Peñafiel, III marqués de Monteagudo, XVII marqués de Lombay, XV marqués de Gibraleón, XIV marqués de Argüeso, XIV marqués de Campoo, XV marqués de Santillana, XII marqués de Cea, XI marqués de Algecilla, X marqués de Almenara (I), XIII marqués de Távara, XVI conde de Melgar, XIII conde de Casares, XIV conde de Bailén, XVI conde de Ureña, VII conde de Fontanar, XXIV conde de Mayorga, XIX conde de Belalcázar, IX conde de Villaflor, XV conde de Oliva, XII conde de Mayalde, XV conde de Bañares, XXII conde de Saldaña, XV conde del Real de Manzanares, XII conde de Ampudia, XIII conde del Cid, XIII conde de Villada, conde de Beaufort-Spontin, XVII vizconde de la Puebla de Alcocer, XX señor y último de Marchena, XVIII señor y último de Villagarcía de la Torre, justicia mayor de Castilla, primera voz del estamento noble de Cerdeña, caballero de la Real Maestranza de Sevilla (1827), caballero de la Orden de Calatrava (1840), Gran Cruz de Carlos III y caballero de la Legión de Honor, camarero mayor y gentilhombre de cámara del rey con ejercicio y servidumbre, prócer del reino en las legislaturas de 1834 y 1836, notario mayor de Castilla.[22][23]

Soltero, sin descendientes. El 21 de diciembre de 1845 le sucedió su hermano:
- Mariano Téllez-Girón y Beaufort Spontin (Madrid, 19 de julio de 1814-Castillo de Beauraing, Bélgica, 2 de junio de 1882), XVII conde-XIV duque de Benavente, XV duque del Infantado, XII duque de Osuna, XVI duque de Gandía, XV duque de Béjar, V duque de Plasencia, XIV duque de Arcos, XV duque de Medina de Rioseco, XI duque de Mandas y Villanueva, XIII duque de Lerma, XI duque de Pastrana, XI duque de Estremera, XII duque de Francavilla, XIII marqués de Peñafiel, XVIII marqués de Lombay, IX marqués de Monteagudo, XVI marqués de Gibraleón, XIX marqués del Zahara, XV marqués de Argüeso, XV marqués de Campoo, XVI marqués de Santillana, XIII marqués del Cenete, XIII marqués del Cea, XI marqués de Almenara (I), XIV marqués de Távara, X marqués de Terranova, XVI conde de Ureña, VIII conde de Fontanar, XXV conde de Mayorga, X conde de Villaflor, XVI conde de Oliva, XIII conde de Mayalde, XX conde de Belalcázar, XVI conde de Bañares, XIV conde de Casares, XV conde de Bailén, XXIII conde de Saldaña, XVI conde del Real de Manzanares, XIV conde del Cid, XIII conde de Ampudia, XVII conde de Melgar, conde de Beaufort-Spontin, XVIII vizconde de la Puebla de Alcocer, notario mayor de Castilla, camarero mayor y gentilhombre de cámara del rey con ejercicio, primera voz del estamento noble de Cerdeña, senador del reino, vicepresidente del Senado en 1874, mariscal de campo, Gran Cruz de Carlos III, embajador en Rusia y diplomático.[24][25]

Casó el 4 de abril de 1866, en Weisbaden (Alemania), con su prima María Leonor de Salm-Salm, princesa de Salm-Salm y del Sacro Imperio Romano. El 27 de diciembre de 1882 le sucedió su primo carnal:
- Pedro de Alcántara Téllez-Girón y Fernández de Santillán (Cádiz, 4 de septiembre de 1812-Biarritz, 3 de septiembre de 1898), XVIII conde-XV duque de Benavente, XIII duque de Osuna, XVII duque de Gandía, XVI duque de Medina de Rioseco, XIX marqués de Lombay, X marqués de Jabalquinto, XVII conde de Ureña, III príncipe de Anglona.[27]

Casó el 20 de julio de 1857, en Jabalquinto, con Julia Fernanda de Dominé (1842-1901). El 19 de junio de 1901 le sucedió su hija:
- María de los Dolores Téllez-Girón y Dominé (Madrid, 13 de agosto de 1859-1 de enero de 1939), XIX condesa-XVI duquesa de Benavente, XVIII duquesa de Gandía, XI marquesa de Jabalquinto, XXI marquesa de Lombay.[28]

Casó el 5 de febrero de 1887, en Bayona, con Emilio Bessieres y Ramírez de Arellano (1859-1911), diputado a Cortes por Baeza. Sin descendencia. El 9 de mayo de 1952 le sucedió su sobrina, hija única de Mariano Téllez-Girón XV duque de Osuna, y de Petra Duque de Estrada y Moreno:
- Ángela María Téllez-Girón y Duque de Estrada (Pizarra, Málaga, 7 de febrero de 1925-Sevilla, 29 de mayo de 2015), XX condesa-XVII duquesa de Benavente, XVI marquesa de Villafranca del Bierzo, XX condesa de Ureña, XIV duquesa de Uceda, XVI duquesa de Arcos, XIX duquesa de Gandía, XVIII marquesa de Lombay, XX duquesa de Medina de Rioseco, XVI condesa de Peñaranda de Bracamonte, XIII condesa de Pinto, XIII condesa de la Puebla de Montalbán, IX duquesa de Plasencia, XVII marquesa de Frechilla y Villarramiel, XX condesa de Oropesa, XIV marquesa de Toral, XXI condesa de Alcaudete, XVIII marquesa de Berlanga, XII marquesa de Jabalquinto, XIII marquesa de Belmonte, XVII condesa de Salazar de Velasco, XVII marquesa de Jarandilla, XIV marquesa de Villar de Grajanejos, XV marquesa de Frómista, XIX duquesa de Escalona, XX condesa de Fuensalida, dama de la Real Maestranza de Caballería de Zaragoza y de la de Valencia, Gran Cruz de la Orden Constantiniana de San Jorge, de la Orden de Malta, de la Orden del Santo Cáliz de Valencia y de la Real Asociación de Hidalgos a Fuero de España.[30]

Casó en 1946 en primeras nupcias, en Espejo (Córdoba), con Pedro de Solís-Beaumont y Lasso de la Vega (1916-1959), caballero maestrante de Sevilla, y en segundas, en 1963, con José María de Latorre y Montalvo (1922-1991), VII marqués de Montemuzo, VIII marqués de Alcántara del Cuervo. El 15 de abril de 2016, previa orden del 17 de marzo del mismo año para que se expida la correspondiente carta de sucesión (BOE del 30 de marzo), le sucedió, de su primer matrimonio, su hija:
- Ángela María de Solís-Beaumont y Téllez-Girón (n. Sevilla, 21 de noviembre de 1950), XXI condesa-XVIII duquesa de Benavente, XVII marquesa de Villafranca del Bierzo, XVII marquesa de Peñafiel, XVII duquesa de Arcos, XVIII marquesa de Jarandilla, XXIV marquesa de Lombay, XIII marquesa de Jabalquinto, XVII condesa de Peñaranda de Bracamonte, XIV condesa de Pinto, XIV condesa de la Puebla de Montalbán, XXI condesa de Oropesa, XXII condesa de Alcaudete, XIX marquesa de Berlanga, XVIII marquesa de Frechilla y Villarramiel, XV marquesa del Toral, dama de la Real Maestranza de Zaragoza, dama de la Asociación de Hidalgos a Fuero de España.[33]

Casó en primeras nupcias el 3 de marzo de 1973, en Puebla de Montalbán, con Álvaro María de Ulloa y Suelves, XI marqués de Castro Serna, en segundas con José Antonio Muñiz y Beltrán y en terceras con Pedro Romero de Solís.

## Escudo de armas
El escudo de armas del ducado de Benavente se describe, según la terminología precisa de la heráldica, por el siguiente blasón:

Escudo cuartelado: 1 y 4: en campo de oro tres fajas de gules; 2 y 3: en campo de sinople cinco veneras de plata colocados en sotuer; bordura componada de Castilla y León. Al timbre, corona de duque.